# کامرون اوکاسیو
کامرون اوکاسیو (انگلیسی: Cameron Ocasio؛ زادهٔ ۷ سپتامبر ۱۹۹۹) هنرپیشه اهل ایالات متحده آمریکا است.
وی بازیگر فیلم‌هایی همچون شوم و نظم و قانون: واحد قربانیان ویژه بوده است.